# Patrik Kotas
Patrik Kotas (* 1. září 1964, Praha) je český architekt specializující se na návrhy dopravních staveb a designér prostředků hromadné dopravy.

## Životopis

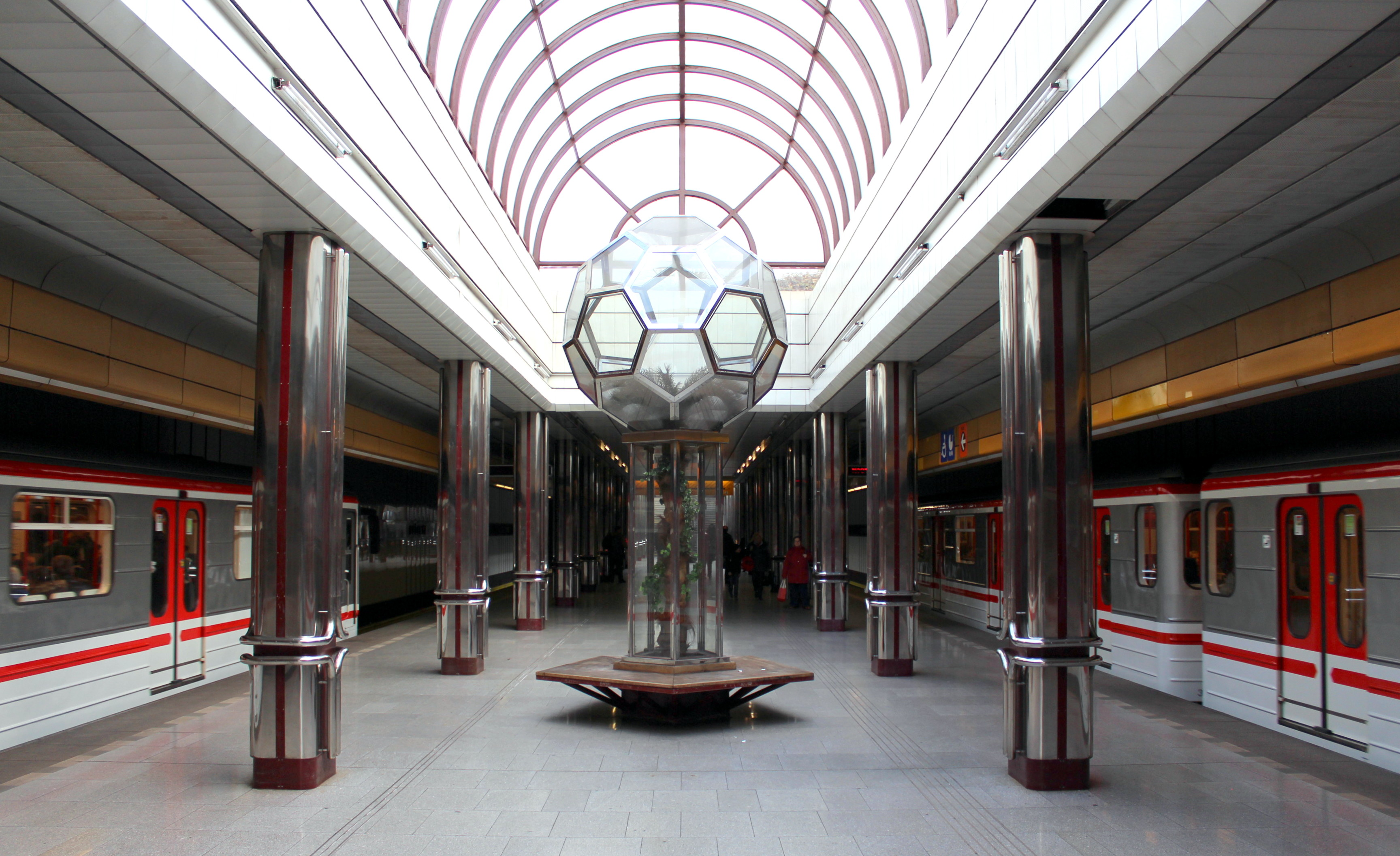
Stanice metra B Lužiny (1994)

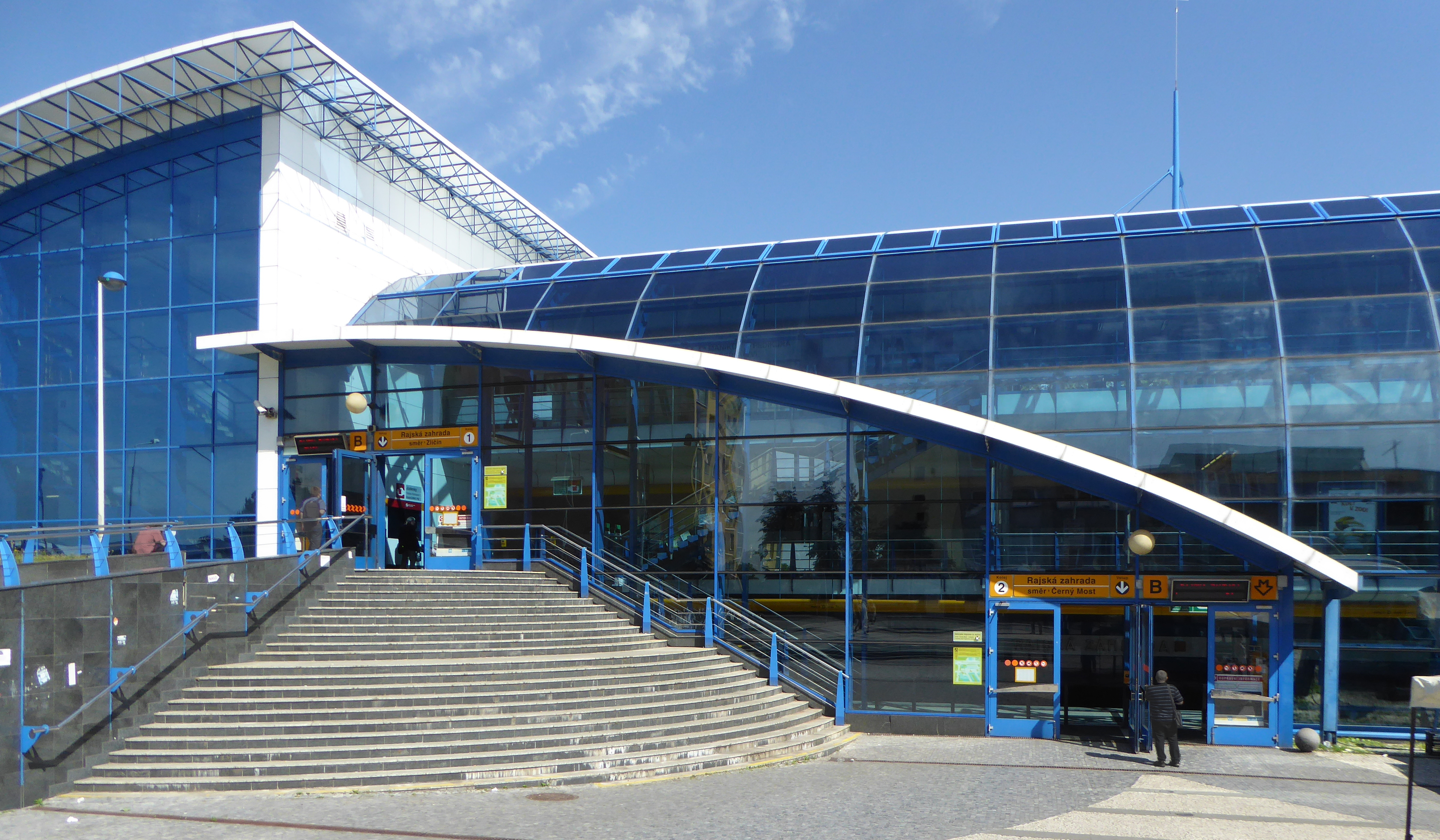
Stanice metra B Rajská zahrada

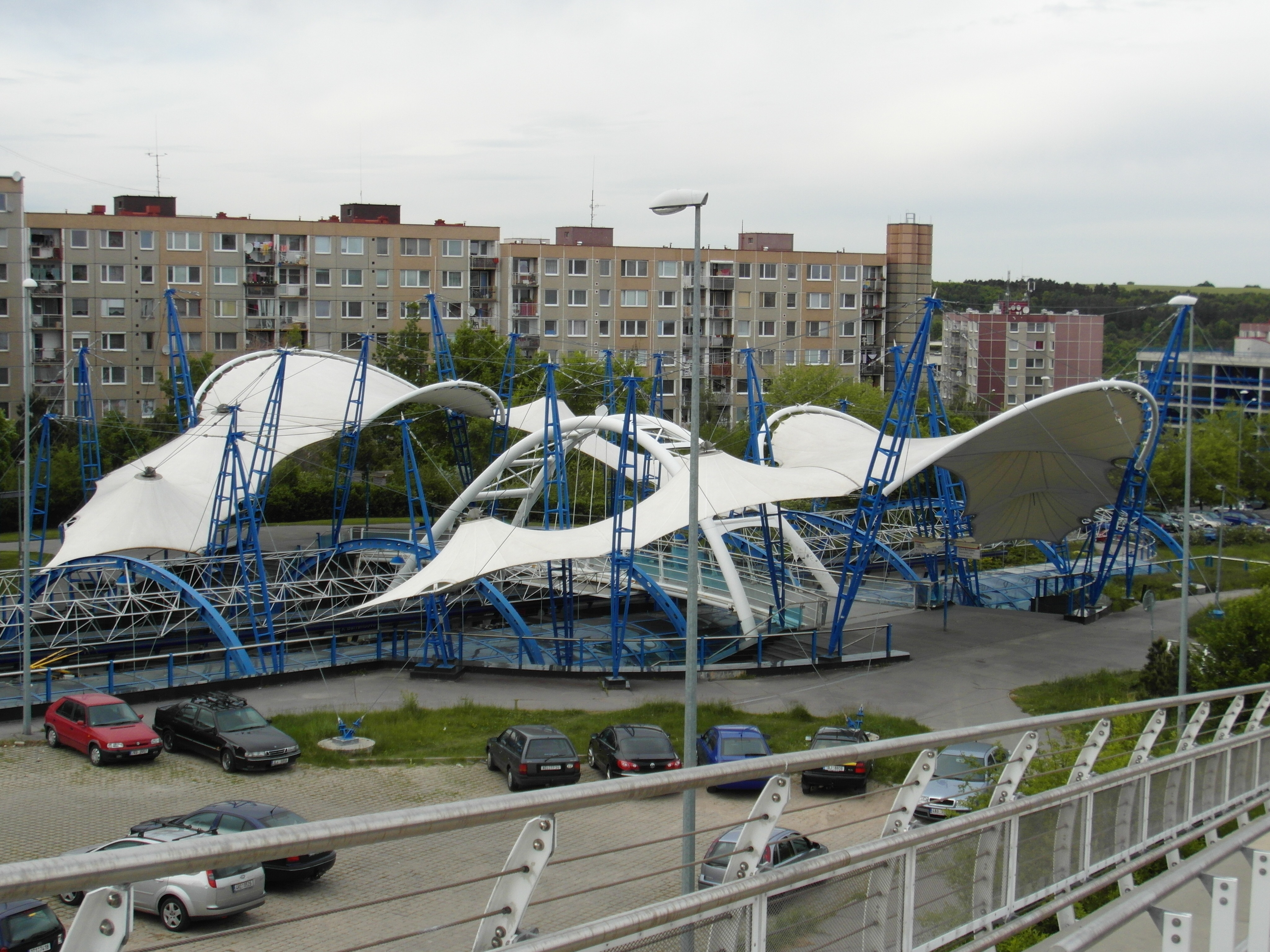
Tramvajová trať Hlubočepy – Sídliště Barrandov, stanice K Barrandovu

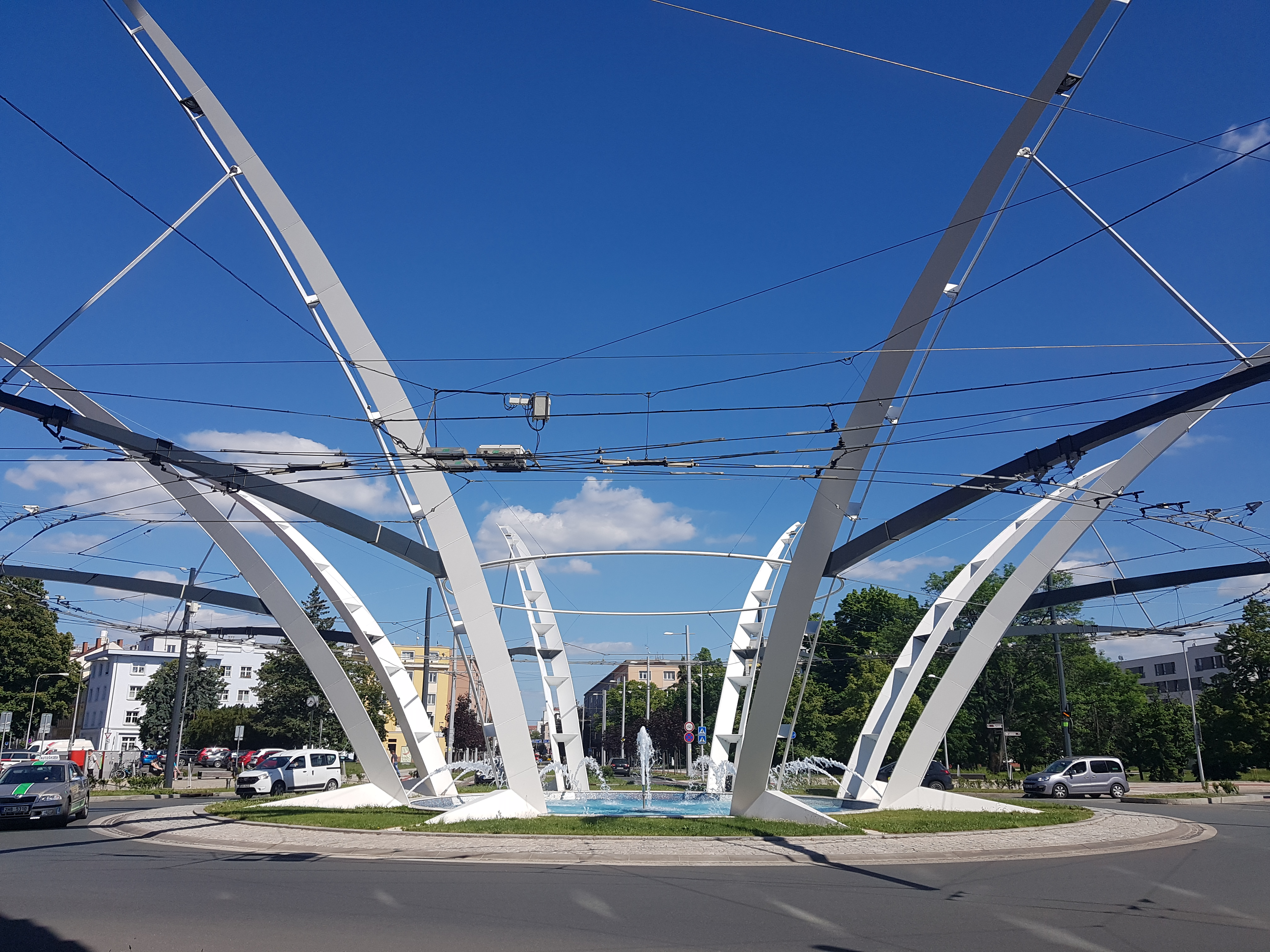
Křižovatka Koruna v Hradci Králové z roku 2016

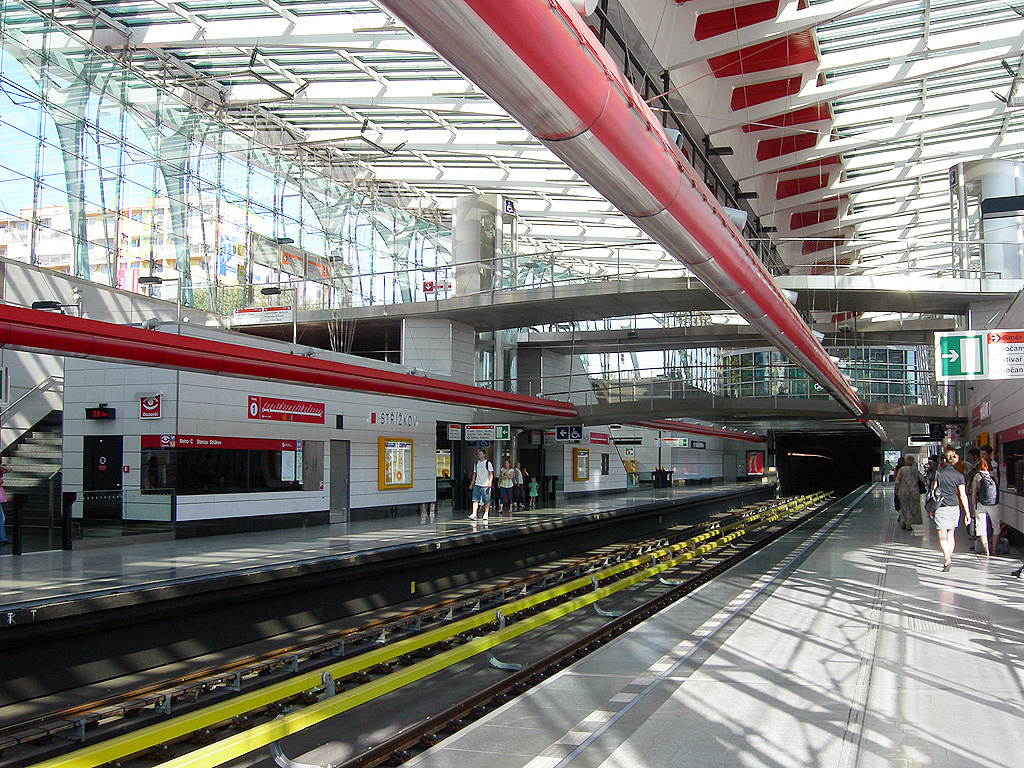
Stanice metra C Střížkov (2004–2008)

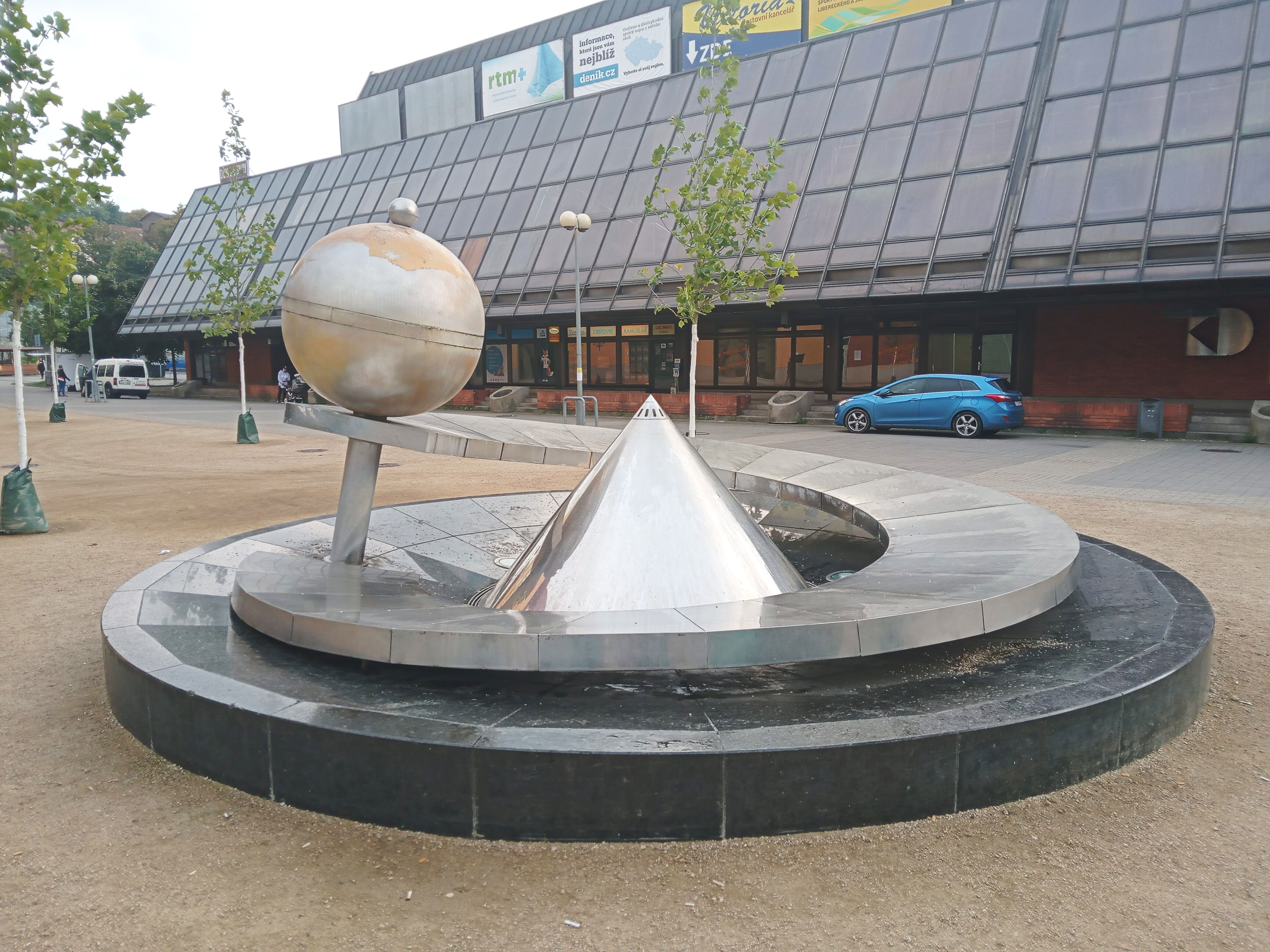
Fontána u Domu kultury v Liberci (1998)

V roce 1988 absolvoval Fakultu architektury ČVUT v Praze. Poté prostřednictvím konkurzu francouzské ambasády získal roční stáž na École d’Architecture de Versailles u Henriho Breslera. Po návratu z Francie v roce 1989 začal pracovat jako architekt v Metroprojektu Praha, kde získal pozici samostatného a později vedoucího projektanta. V této době navrhl interiér stanice pražského metra B Lužiny. Zároveň pracoval jako externí designér tramvají a kolejových vozidel pro ČKD Dopravní systémy. V roce 1993 si založil vlastní architektonické studio Ateliér designu a architektury, specializující se na dopravní stavby a design prostředků hromadné dopravy. S Metroprojektem zůstal nadále v úzké spolupráci. Byl realizován Kotasův projekt stanice metra B Rajská zahrada, jejíž projekt byl oceněn jako „Stavba roku 1999”. Následně získal práci hlavního projektanta na realizaci tramvajové trati Hlubočepy–Barrandov s šesti tramvajovými stanicemi, dvěma mosty a dvěma tunely. Tato realizace získala titul „Stavba roku 2004”. Po povodních 2002 zastával pozici hlavního architekta obnovy pražského metra. Ze spolupráce s ČKD Dopravní systémy (poté Siemens) vznikl design nízkopodlažních tramvají typu RT6 a design nových souprav pražského metra typu M1. Jako designér ve Škodě Ostrov realizoval novou řadu nízkopodlažních trolejbusů a autobusů. V roce 2000 začal spolupracovat s firmou Alstom na vývoji nové vlakové jednotky s naklápěcími skříněmi pro koridor Berlín–Praha–Brno–Vídeň, jejichž provozovatelem jsou České dráhy. Od počátku 90. let navrhl řadu designů vozidel hromadné dopravy.
V roce 2002 spolu s architekty Janem Štípkem a Jaromírem Chmelíkem zvítězil v dopravně-urbanistické a architektonické soutěži na řešení přednádražního prostoru na Riegrově náměstí v Hradci Králové, včetně řešení nového autobusového nádraží. V roce 2003 začal na pozici hlavního architekta rekonstrukce spolupracovat s firmou Grandi Stazioni, pověřenou rekonstrukcí Hlavního nádraží v Praze, Karlových Varech a v Mariánských Lázních.
Od roku 1990 přednáší na ČVUT. Tehdy byl v konkurzu přijat na místo odborného asistenta Fakulty architektury ČVUT, kde působil v atelieru Milana Rejchla (1990–1992) a Jana Štípka (1992–2002). V roce 2002 se stal vedoucím ateliéru zaměřeného na dopravní stavby a design dopravních prostředků. Po založení Fakulty dopravní na ČVUT v roce 1993 byl pověřen přípravou části učebních plánů a stal se členem vědecké rady a garantem předmětu. Kotas se rovněž podílel na zahájení výuky nové Ústavu designu FA ČVUT.
V roce 2005 se habilitoval docentem. Ve stejném roce si Dopravní podnik hl. m. Prahy vybral Kotasův návrh tramvaje 15T, která byla uvedena do běžného provozu v roce 2011. Dodávky vozů probíhaly od roku 2009 až do roku 2019.
V roce 2010 společně s architektem Tomášem Vymetálkem vyhráli soutěž na ideový návrh nového územního plánu města Hradec Králové. Idea měla stanovit možné směry jeho rozvoje až do roku 2050. Nový územní plán měl začít platit od roku 2015. V roce 2016 byla v Hradci Králové dokončena křižovatka Koruna za 120 milionů korun, která získala ocenění dopravní stavba roku 2016.
V roce 2020 schválili pražští radní nové barvy pro vozidla v systému Pražské integrované dopravy. Kotas proti tomu jako autor původní podoby souprav metra a tramvají 15T pohrozil právním sporem z důvodu ochrany duševního vlastnictví. Dopravní podnik ve svém právním stanovisku uvedl, že doporučuje problematiku Kotasova nároku konzultovat s odborníkem.
Je členem České komory architektů. Bydlí v Kostelci u Křížků.

## Ocenění
- 1999 – Stavba roku 1999, architektonické řešení stanice pražského metra Rajská zahrada, Metroprojekt[1]
- 2004 – Stavba roku 2004, tramvajová trať Hlubočepy – Sídliště Barrandov, Metroprojekt[2]
- 2009 – Stavba roku 2009, urbanistické a architektonické řešení železniční trati Praha hlavní nádraží – Libeň
- 2009 – Steel design award 2009, architektonické řešení stanice pražského metra Střížkov, Metroprojekt[10]
- 2013 – Steel design award 2013, architektonické řešení dálniční estakády a Lochkovský most v Praze, Ředitelství silnic a dálnic ČR[11]
- 2017 – Dopravní stavba roku 2016, křižovatka U Koruny, Hradec Králové[6]

## Kritika
Architekt Kotas bývá kritizován za zbytečně předražené, nepotřebné (zbytečně velkorysé) a draze udržitelné řešení staveb. Jeho kritikem je např. architekt a novinář Adam Gebrian, který poukázal na problémy Kotasových staveb na příkladu tramvajové trati Hlubočepy–Barrandov nebo stanice metra Střížkov. Gebrian kritizuje jak předraženost staveb, např. stanice metra Střížkov byla vystavena nákladem 630 milionů korun (pětkrát více než např. stanice metra Kolbenova), ale i jejich zbytečnou předimenzovanost, kdy na vstup a výstup do metra není potřeba obrovská prosklená hala a s tím problematická údržba objektu, na který dopravní podnik nemá dostatečné finance. Kotas proti tomu argumentoval, že Střížkov byl nejlevnější stanicí z těch, které byly postaveny severně od Nádraží Holešovice, a velikost stavby je pouze optickým klamem, protože Střížkov má všechny konstrukce viditelné na povrchu a nikoli ukryté pod zemí. Objemnost stavby pak obhajuje lepší orientací, při hledání vstupu do metra. Dopravní podnik se zde také musí potýkat s holuby a jejich výkaly a nepodařilo se zde udržet ani Kotasem navrženou zeleň, která nejdříve pomrzla a nová mrazuvzdorná zeleň uschla. V případě barrandovské tramvajové trati bylo kritizováno např. řešení laviček na zastávce K Barrandovu, na které si nelze sednout, protože přístup k nim je zahrazen zábradlím. Dopravní podnik to odůvodnil bezpečností cestujících, protože z plachtové střechy, která je dominantou zastávky, by v zimních měsících mohl na cestující sedící na lavičkách padat sníh a led. Sám Kotas v rozhovoru z roku 2016 přiznal, že realizace barrandovské tramvajové trati se nepovedla z hlediska vybraných materiálů.
Publicistka a kritička Karolína Jirkalová z časopisu Art & Antiques, kritizuje například slova Kotase, že chce svými monumentálními stavbami utvářet městský dojem („městotvorné stavby“), který ale podle Jirkalové neutváří monumentální stavby, ale především služby, infrastruktura a rozmanitost funkcí. Poukazuje dále například na to, že stavba zastávky by měla plnit jednoduché funkce ochránění lidí před deštěm a větrem. Kotasovy stavby podle ní funkci plní složitě a také za mnohonásobnou cenu.
Křižovatka U Koruny v Hradci Králové, které místní obyvatelé začali přezdívat „Trnová koruna”, byla kritizována za předraženost. Cena projektu původně plánovaná na 65 milionů korun se prodražila na 120 milionů korun. Celou částku zaplatilo město Hradec Králové ze svého rozpočtu. Křižovatku kritizují i někteří cyklisté kvůli sloupkům na chodníku, které jsou ostré a při nehodě by se mohli cyklisté nebo chodci lehce zranit. Město později přidalo na sloupky tenisové míčky jako „bezpečnostní prvky“. Kotas reagoval argumentem, že jsou sloupky odvrácené od cyklostezky a stejně se člověk může zranit o cokoliv. Dalším problémem křižovatky je časté tvoření kolon. Ačkoli měl projekt počítat s vývojem dopravy až do roku 2032, problémy se začaly objevovat brzy po otevření křižovatky. Celý projekt také rozhádal hradecké zastupitele.

## Dílo (výběr)

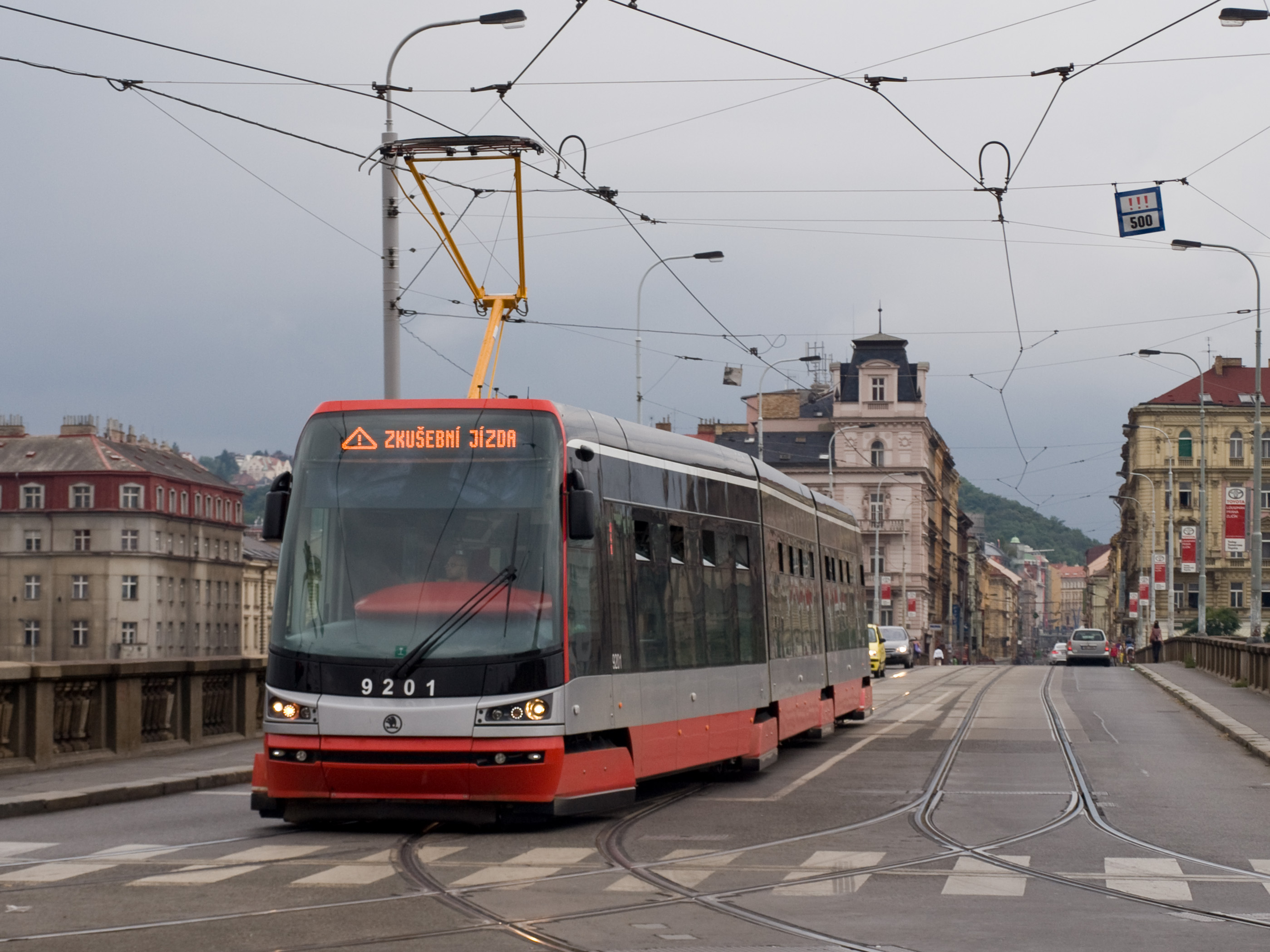
Tramvaj typu 15T

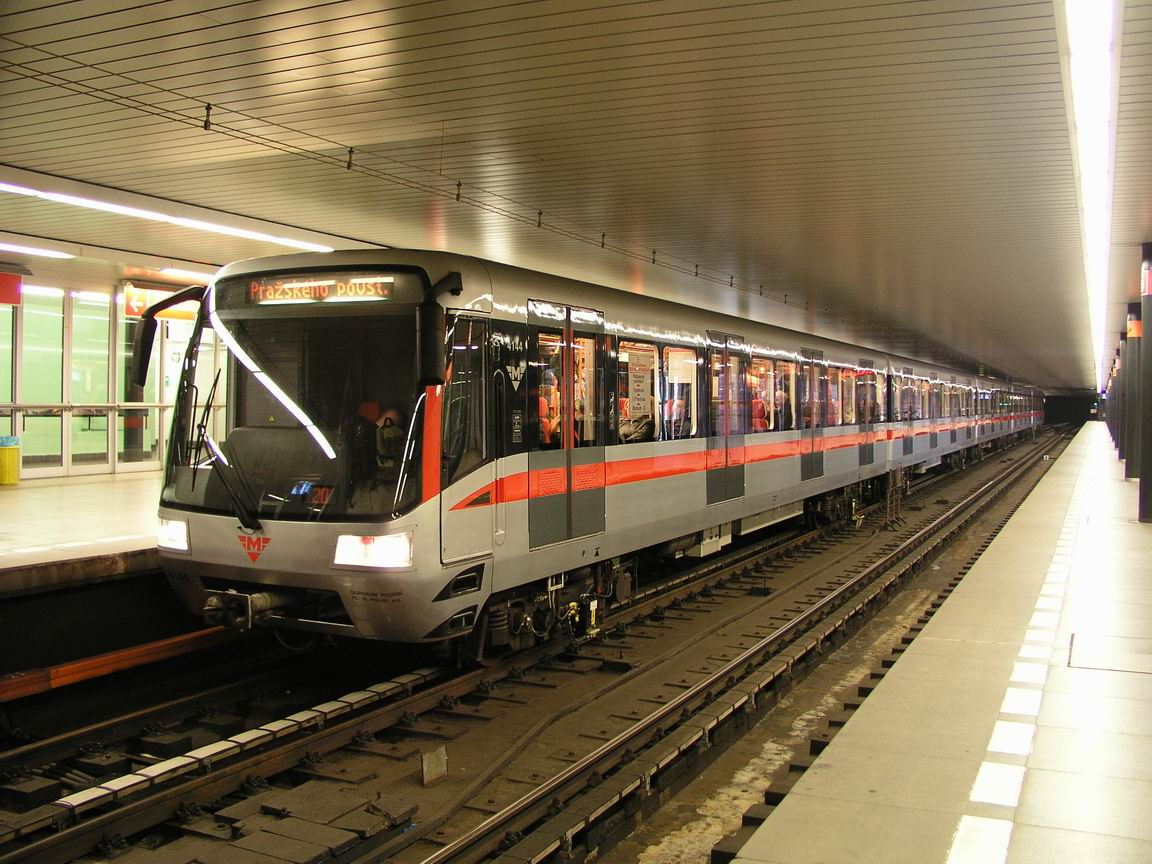
Souprava typu M1

Patrik Kotas je autorem celé řady dopravních staveb v Praze, Liberci, Mariánských Lázních či v Hradci Králové.

### Realizované stavby
- 1994 – stanice metra Lužiny, Praha

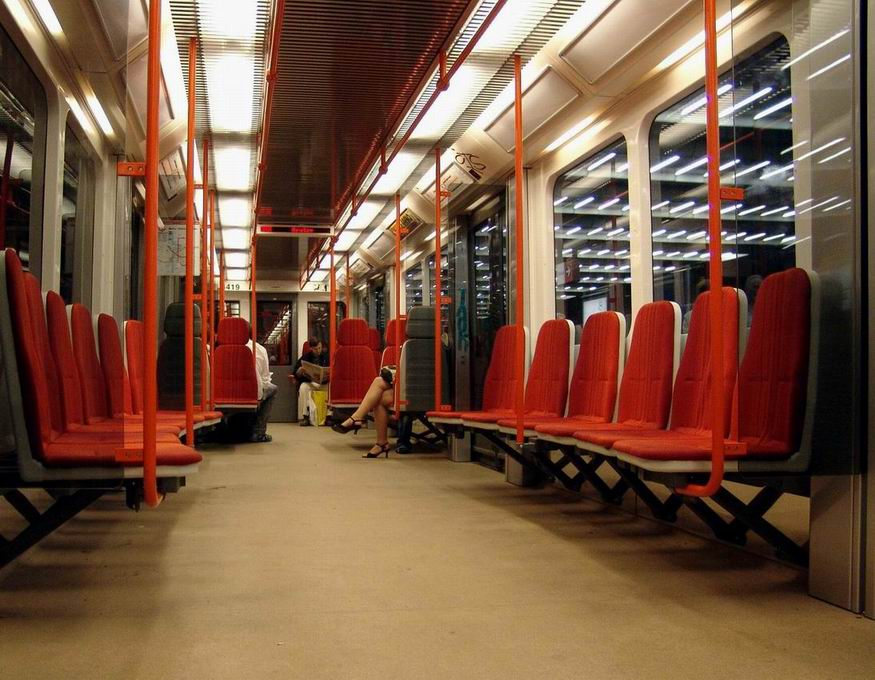
Interiér soupravy M1

- Interiér soupravy M11998 – fontána u Domu kultury, Liberec[29]
- 1995–1999 – vozovna tramvají Mrštíkova, Liberec
- 1996–1998 – terminál MHD Fügnerova, Liberec[30]
- 1998–2000 – stanice metra Rajská zahrada, Praha
- 2000 – opláštění betonového tubusu nadzemního úseku metra B Rajská zahrada–Černý most, Praha
- 2002 – rekonstrukce prostoru ulic Karmelitská a Újezd, Praha
- 2004–2010 – tramvajová trať Hlubočepy – Sídliště Barrandov, Praha
- 2003–2004 – řešení zastávek, mostů a tunelových portálů, design prvků dopravních zařízení, Praha
- 2004–2010 – projekt Nového spojení železniční trat Praha hlavní nádraží–Libeň
- 2004–2008 – stanice metra Střížkov, Praha
- 2006–2008 – terminál hromadné dopravy Hradec Králové
- 2006–2012 – rekonstrukce železniční stanice hlavní nádraží Praha
- 2009–2010 – rekonstrukce železniční stanice Mariánské Lázně
- 2011–2012 – dopravní terminál Mariánské Lázně[31]
- 2008–2012 – řešení dálniční estakády a dálničního Lochkovského mostu, Praha (s architektem Petrem Šafránkem)[32]

- 2015–2016 – křižovatka Koruna v Hradci Králové[33]
- 2014–2021 – přístaviště pro osobní plavidla lodní dopravy na dolním Labi[34][35]

### Dopravní prostředky
- design vozů metra M1[4]
- design tramvajových vozů typu Tatra RT6[4]
- modernizace designu tramvají Tatra T6A5
- design rychlodrážní tramvaje Tatra RT8D5 pro město Manila (Filipíny)
- design tramvají Tatra RT8D5, Tatra RT6N1, Tatra RT6S, Škoda 15T a předního a zadního čela pro modernizované typy Tatra T3R, Tatra T3S a Tatra K2R
- design autobusů Škoda 21Ab, SOR EBN 9, SOR EBN 9,5, SOR NS 12 a SOR NS 18, design elektrobusů SOR EBN 11
- design trolejbusů Škoda 21Tr, Škoda 22Tr, Škoda 32Tr a Škoda 33Tr, úprava designu pro modernizované typy Škoda 14TrM a Škoda 15TrM
- vnější barevné řešení exteriéru a design interiéru elektrické jednotky řady 680 „Pendolino“ pro České dráhy[36]
- interiéry vagónů Astra dopravce RegioJet[37]
- design rychlíkových železničních vozů EuroCity/InterCity pro dálkovou dopravu pro společnost RegioJet
- redesign a rekonstrukce interiérů lůžkových a lehátkových vagonů pro noční dálkovou dopravu pro společnosti Wagon Service Travel

### Další projekty
- revitaliazce veřejného prostoru v Kostelci u Křížků[9]
- 2024 – návrh lounge pro zákazníky RegioJet v budově Hlavního nádraží v Praze[38]